# Jubileo de Zafiro de Isabel II
El Jubileo de Zafiro de Isabel II fue la celebración a lo largo de 2017 que marcó el 65.° aniversario de la ascensión de la reina Isabel II al trono de siete países, después de la muerte de su padre, el rey Jorge VI, el 6 de febrero de 1952.
Fue reina de 16 Estados soberanos, de los cuales 12 fueron colonias o dominios británicos al comienzo de su reinado. Además, cabe mencionar que ni siquiera la longeva Reina Victoria ha celebrado un jubileo de zafiro en la historia del Reino Unido, Canadá, Australia, Nueva Zelanda y otros reinos de la Mancomunidad, lo que convirtió a Isabel II en la reina que más ha perdurado en la historia de esta nación europea.